# Trachyphyllum touwianum
Trachyphyllum touwianum är en bladmossart som beskrevs av William Russell Buck 1979. Trachyphyllum touwianum ingår i släktet Trachyphyllum och familjen Entodontaceae. Inga underarter finns listade i Catalogue of Life.